# パッチワーク (お笑いコンビ)
パッチワークは、プライム所属のお笑いコンビ。1998年4月結成。2015年12月末をもって解散。

## メンバー
濱本 慎吾（はまもと しんご、1974年12月20日（50歳） - ）ツッコミ担当。立ち位置は右。
- 兵庫県西宮市出身。
- 身長172cm、体重48kg、血液型A型。
- 趣味は野球、漫画集め、競馬（本人曰く「かなりのマニア」）。
- 解散後は芸人引退[1]。

堀内 学（ほりうち まなぶ、1975年6月5日（50歳） - ）ボケ担当。立ち位置は左。
- 長崎県大村市出身。
- 身長170cm、体重62kg、血液型B型。
- 趣味は映画鑑賞、カラオケ、人と人をくっつける（本人曰く「キューピッド」）。
- 解散後はピン芸人として活動していたが[1]、2019年4月の大村市議会議員選挙に無所属で立候補し当選。

## 概要・経歴
- 熊本学園大学に在学中に知り合い、卒業後にコンビを結成。プライムワンタレントスクール1期生。

## 芸風
- 主に女心の解らない男性を問う恋愛を中心にした漫才で、堀内の女々しい事ばかりするボケが中心。

## 出演番組

### テレビ
- 爆笑オンエアバトル（NHK）戦績0勝2敗 最高205KB
- オンバト+（NHK）戦績0勝1敗 最高265KB
- くちこみジョニー（日本テレビ）
- お笑い図鑑 ハマヌキ（tvk）
- 爆笑レッドカーペット（フジテレビ系、2008年11月5日）キャッチコピーは「メルヘンの世界へようこそ」
- 新春ゴールデンピンクカーペットSP（フジテレビ、2009年1月1日）キャッチコピーは「メルヘンの世界へようこそ」
- お笑いTV「ニコニコ笑い汁」（MONDO21）

### CM
- アデランス(堀内のみ)